# Крофтс, Эрнест
Эрнест Крофтс (англ. Ernest Crofts; 15 сентября 1847, Лидс, Уэст-Йоркшир — 19 марта 1911, Лондон) — английский художник исторического жанра и баталист, длительное время живший и работавший также в Германии.

## Жизнь и творчество
Школьное образование Крофтс получил в городке Рагби в Уорикшире. Уже в юношеские годы проявился его талант к живописи. Получив учебную стипендию, он уехал изучать живопись в Берлин. В столице Пруссии Крофтс получил место помощника при военном враче и сопровождал его во время боевых действий прусско-датской войны в 1864 году. В октябре того же года он возвратился в Лондон и поступил учеником у живописцу исторического жанра Альфреду Клею (1831—1868). После внезапной смерти последнего Крофтс пробовал свои силы как свободный художник, но не справился и в 1869 году уехал в Дюссельдорф. Здесь он продолжил своё художественное образование в местной академии искусств, в классе Эмиля Хюнтена.
Признание пришло у художнику в 1872 году, после создания ряда полотен, посвящённых недавней франко-прусской войне. Первой из этих его работ было «Отступление французов при Гравелотте», получившая приз на выставке британского «Королевского общества» в 1874 году. После этого Крофтс регулярно участвовал в выставках, утраиваемых Королевским обществом искусств, и в 1878 году он был принят в его ассоциированные члены. По этому поводу он написал картину «Марш Веллингтона к Ватерлоо». В 1896 он стал действительным членом британского Королевского общества искусств. В 1882—1999 годах он являлся членом общества «Палитра художника» в Дюссельдорфе.
Крофтс скончался от воспаления лёгких в Берлингтон-хаус, в Лондоне. В декабре того же года вдова художника продала всё его художественное наследие, включая мастерскую, на аукционе Christie’s.
Эрнест Крофтс был представителем «Дюссельдорфской школы живописи». Темой его работ были историко-политические события как современности, так и прошедших эпох. При этом он всегда уделял большое внимание точности при передаче деталей и тщательности в изображении пейзажа места событий, исторической достоверности отображаемого.

## Семья
Родился в семье мирового судьи Джона Крофтса. По матери, Элен Вордсворт, был родственником поэта Уильяма Вордсворта. Его младшая сестра Элен была замужем за ботаником Фрэнсисом Дарвином, сыном Чарльза Дарвина.
В 1872 году Эрнест Крофтс женился Дюссельдорфе на Элизабет Вюстхофен. В этом браке у него родилась дочь.

## Галерея

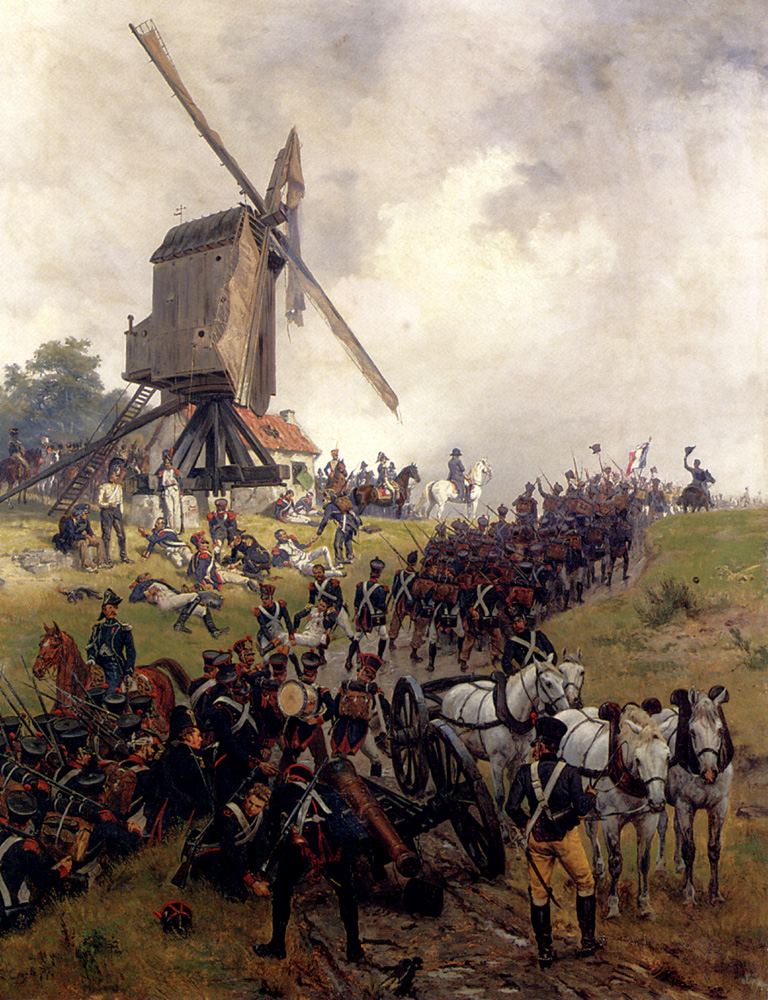
«Битва при Линьи» (1875)
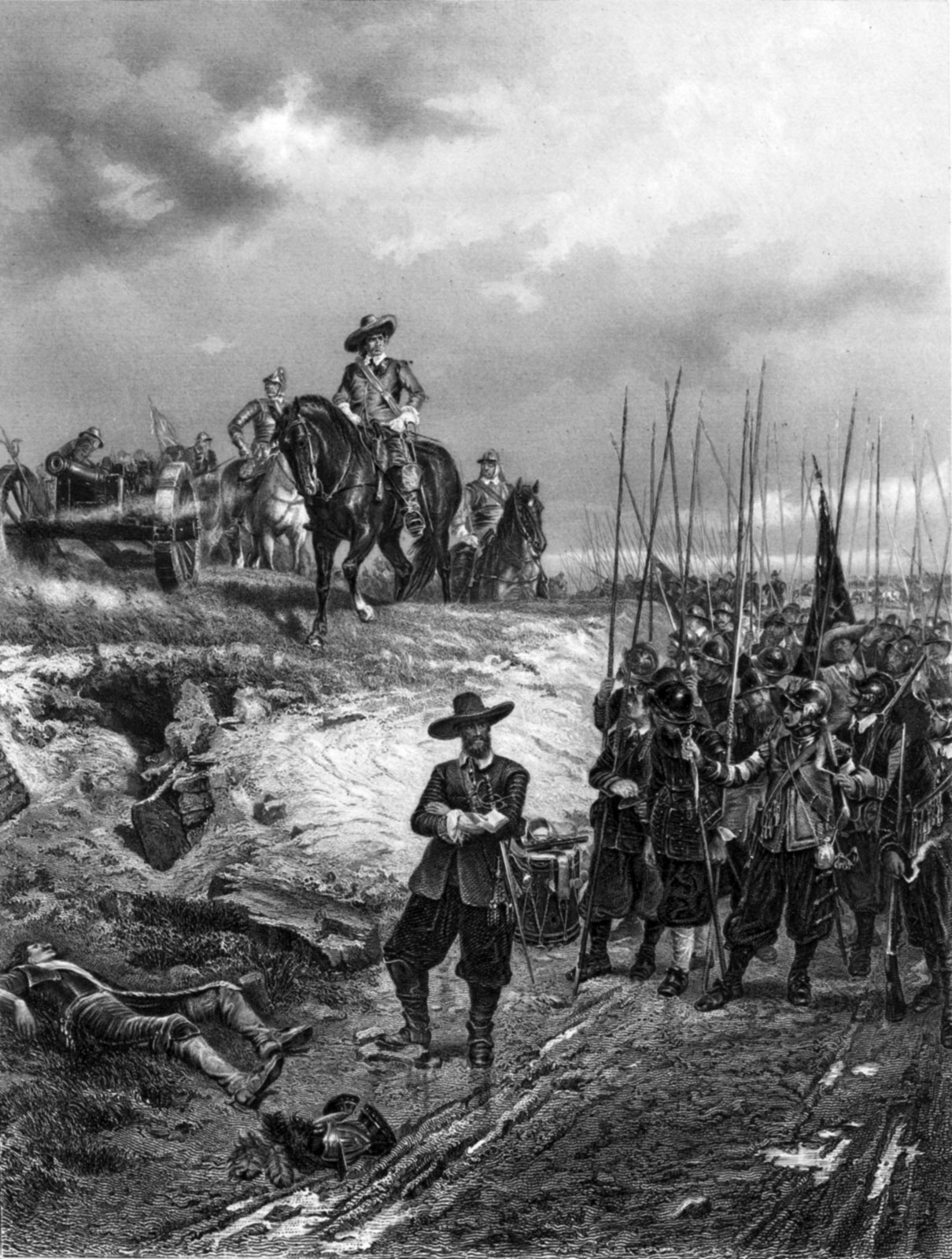
«Кромвель в битве при Марстон-Муре» (1877)
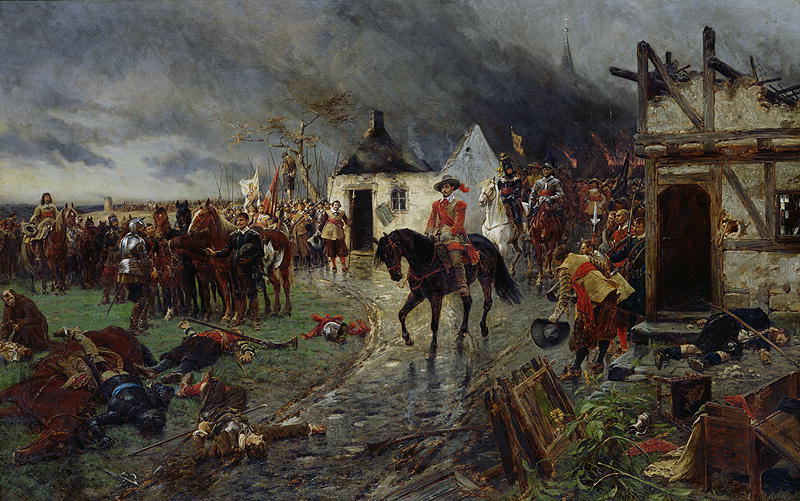
«Валленштейн. Сцена из Тридцатилетней войны» (1884)
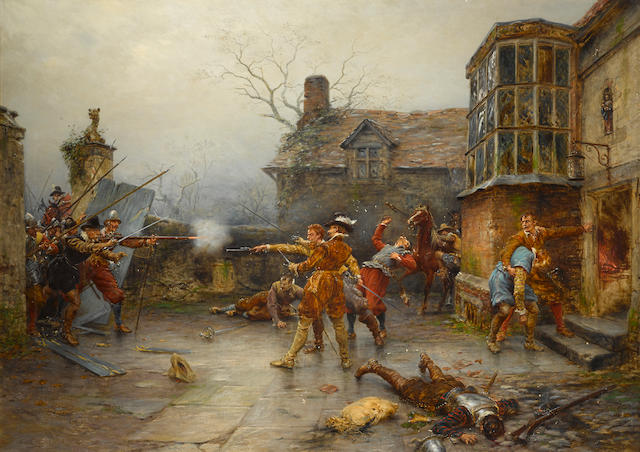
«Холбич-хауз. Последний оплот заговорщиков» (1892)
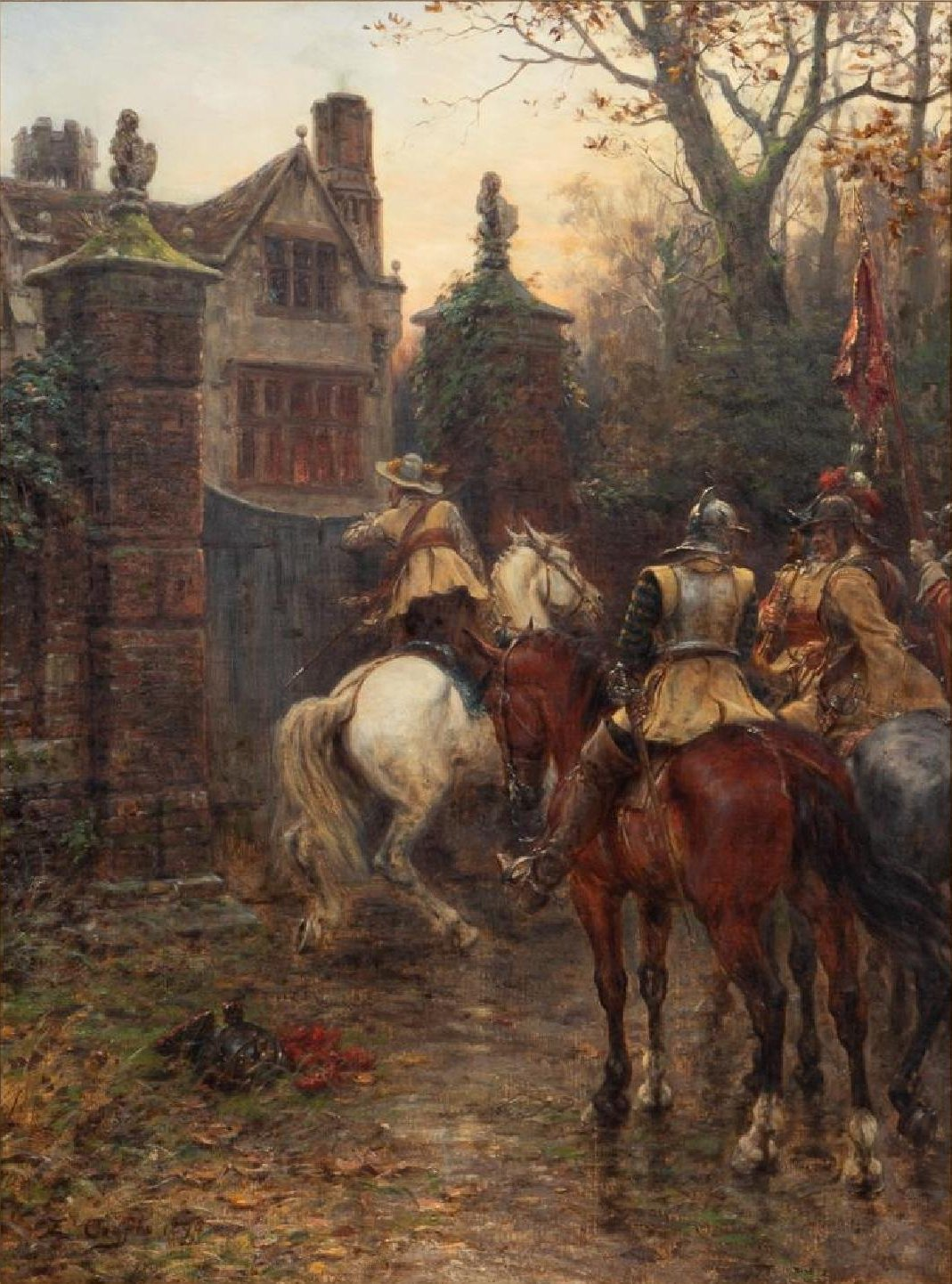
Непрошеные гости (Круглоголовые перед поместьем кавалера; 1894)
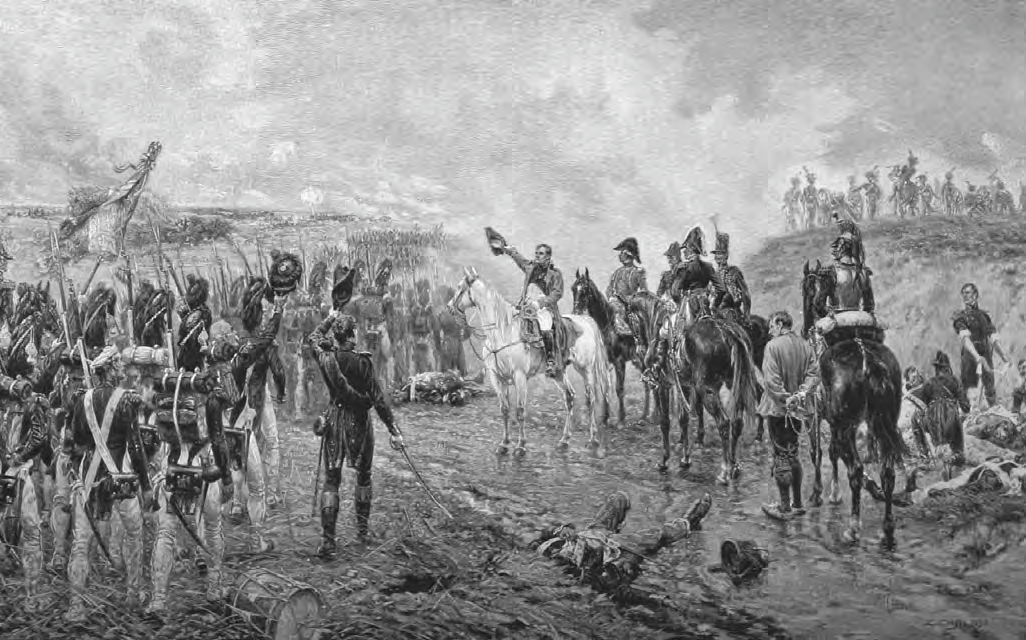
«Последняя атака Старой гвардии Наполеона при Ватерлоо» (1895)
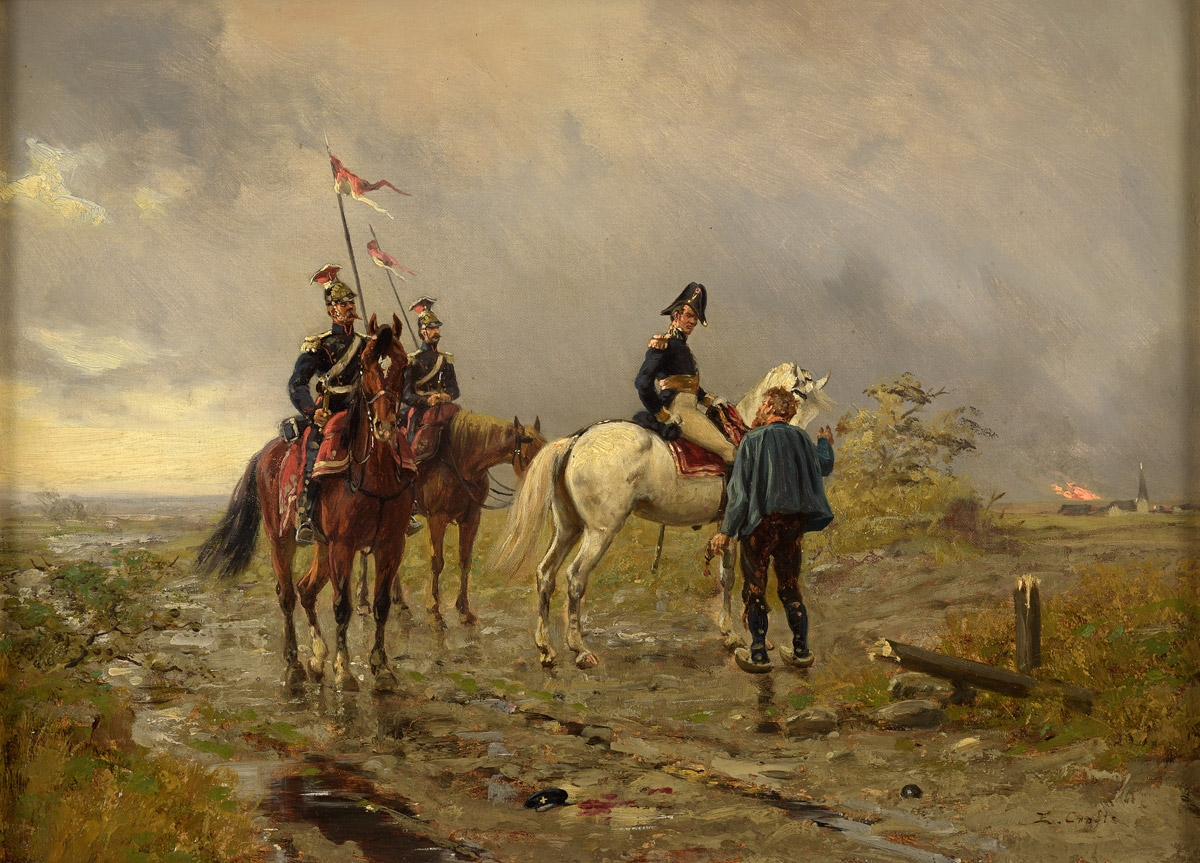
«Уланы» (1911)
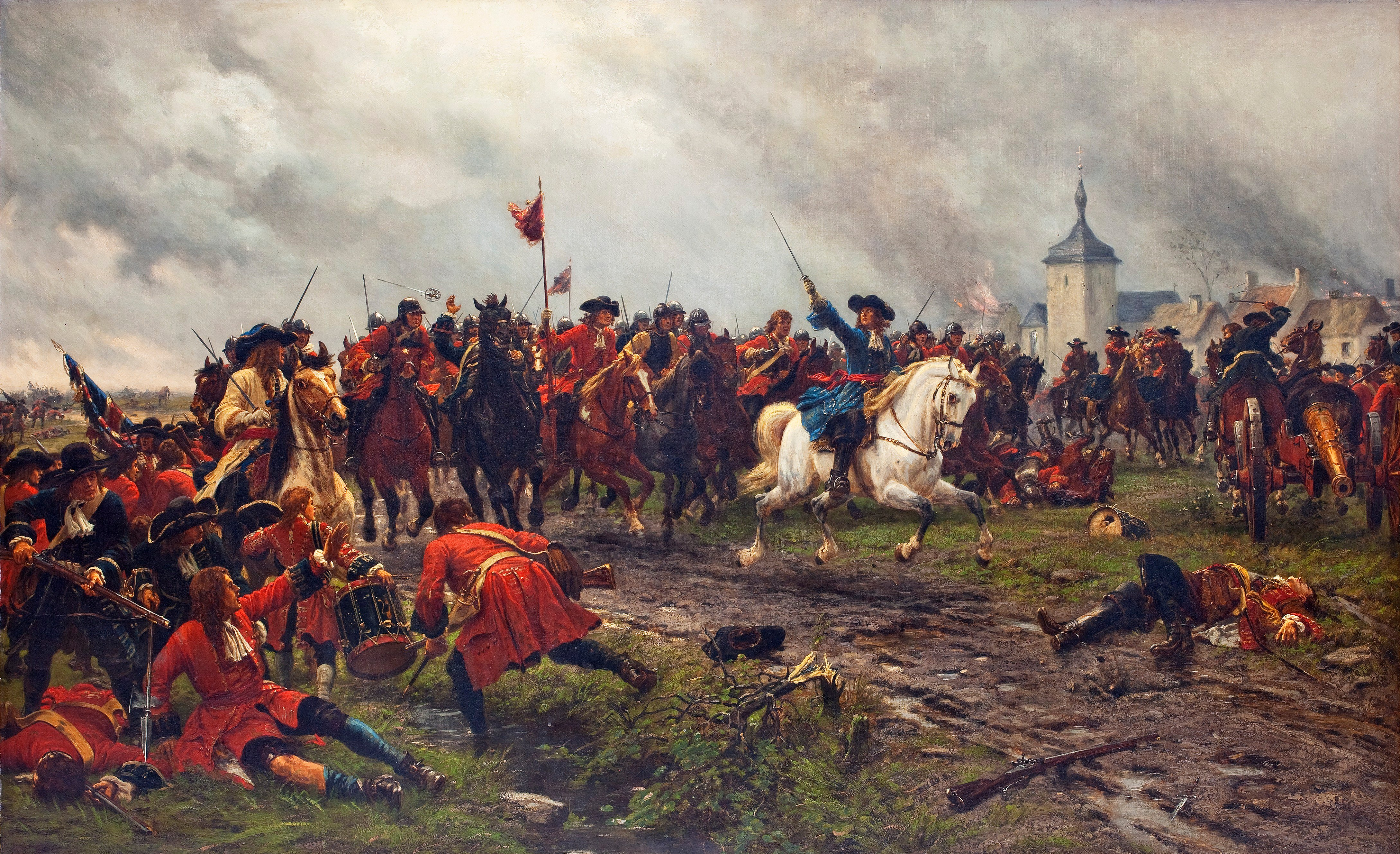
«Вильгельм III Оранский в битве у Неервиндена (1693)»